# Abraham Salomons
Abraham Salomons (Paramaribo, 24 juli 1836 – 3 april 1912) was een Surinaams medicus en politicus.
Hij ging in 1853 naar Nederland en studeerde van 1856 tot 1860 in Amsterdam aan het Athenaeum Illustre (voorloper van de Universiteit van Amsterdam). In 1860 slaagde hij voor het heelmeesters-examen waarna hij tot 1865 als assistent-geneesheer werkzaam was bij het Amsterdamse Binnengasthuis. Daarnaast studeerde hij vanaf 1863 als oogarts bij prof. F.C. Donders. Salomons behaalde in 1866 het arts-examen. Een jaar later verhuisde hij naar de Verenigde Staten waar hij in 1868 promoveerde aan de hogeschool van Philadelphia. Eind 1870 keerde hij terug naar Suriname waar hij ging werken als genees-, heel- en verloskundige. In 1879 werd hij geneeskundig inspecteur; de eerste met die functie in Suriname.
Daarnaast was Salomons actief in de politiek. Nadat het Statenlid J.A. Salomons (familie van hem) was opgestapt werd A. Salomons midden 1880 bij tussentijdse verkiezingen verkozen tot lid van de Koloniale Staten. Hij zou tot 1902 Statenlid blijven. Bovendien was hij daar van 1882 tot 1886 en van 1896 tot 1902 vicevoorzitter.
In 1908 gaf hij zijn functie als geneeskundig inspecteur op en vier jaar later overleed hij op 75-jarige leeftijd.